# Pseudalbiorix armasi
Pseudalbiorix armasi är en spindeldjursart som beskrevs av Barba och Pérez 2007. Pseudalbiorix armasi ingår i släktet Pseudalbiorix och familjen Ideoroncidae. Inga underarter finns listade i Catalogue of Life.